# Danburita
Danburita es un mineral de silicato de calcio y boro, su fórmula química es CaB2(SiO4)2.
Tiene una dureza de Mohs de 7 a 7.5 y una gravedad específica de 3.0. El mineral tiene una forma de cristal ortorrómbica. Es generalmente incoloro, como el cuarzo, pero también puede ser de color amarillo pálido o marrón amarillento. Por lo general se produce en contacto con las rocas metamórficas.
La clasificación de minerales Dana, clasifica al danburita como un sorosilicato, mientras que el esquema de clasificación de Strunz lo clasifica como un tectosilicato; su estructura puede ser interpretada como cualquiera.
Su simetría cristalina y la forma son similares al topacio; sin embargo, el topacio es de calcio y flúor siendo un nesosilicato. La claridad, la capacidad de resistencia, y la fuerte dispersión de la danburita hacen que sea valioso para la joyería.
El nombre proviene de la ciudad de Danbury, Connecticut, Estados Unidos, donde fue descubierto por primera vez en 1839 por Charles Upham Shephard.